# Liste des ministres français de l'Air
En France, le ministère de l'Air exista de 1928 à 1947. Sous le Gouvernement provisoire de la République française de 1941 à 1944, les titulaires du poste portèrent le titre de Commissaire.

## IIIeRépublique
| Ministre                                      | Ministre                                                          | Ministre                                      | Intitulé                                                                                      | Gouvernement                                               | Début                          | Fin                            |
| Présidence de Raymond Poincaré                | Présidence de Raymond Poincaré                                    | Présidence de Raymond Poincaré                | Présidence de Raymond Poincaré                                                                | Présidence de Raymond Poincaré                             | Présidence de Raymond Poincaré | Présidence de Raymond Poincaré |
| --------------------------------------------- | ----------------------------------------------------------------- | --------------------------------------------- | --------------------------------------------------------------------------------------------- | ---------------------------------------------------------- | ------------------------------ | ------------------------------ |
| René Besnard                                  |                                                                   |                                               | Sous-secrétaire d’État de la Guerre chargé de l'Aéronautique militaire                        | Viviani 2                                                  | 14 septembre 1915              | 29 octobre 1915                |
| Justin Godart                                 |                                                                   |                                               | Sous-secrétaire d’État de la Guerre chargé de l'Aéronautique militaire                        | Briand 5                                                   | 29 octobre 1915                | 12 décembre 1916               |
|                                               |                                                                   |                                               |                                                                                               | Briand 6                                                   | 12 décembre 1916               | 17 mars 1917                   |
| Daniel Vincent                                |                                                                   |                                               | Sous-secrétaire d’État à l'Aéronautique militaire                                             | Ribot 5                                                    | 20 mars 1917                   | 7 septembre 1917               |
| Jacques-Louis Dumesnil                        |                                                                   |                                               | Sous-secrétaire d'État à l'Aéronautique militaire et maritime                                 | Painlevé 1 Clemenceau 2                                    | 12 septembre 1917              | 9 janvier 1919                 |
| Pierre-Étienne Flandin                        |                                                                   |                                               | Sous-secrétaire d’État à l’Aéronautique et aux Transports aériens                             | Millerand 1                                                | 20 janvier 1920                | 18 février 1920                |
| Présidence de Paul Deschanel                  |                                                                   |                                               |                                                                                               |                                                            |                                |                                |
| Pierre-Étienne Flandin                        |                                                                   |                                               | Sous-secrétaire d’État à l’Aéronautique et aux Transports aériens                             | Millerand 2 Leygues                                        | 18 février 1920                | 16 janvier 1921                |
| Présidence d'Alexandre Millerand              |                                                                   |                                               |                                                                                               |                                                            |                                |                                |
| Laurent Eynac                                 |                                                                   |                                               | Sous-secrétaire d’État aux Travaux publics chargé de l’Aéronautique et des Transports aériens | Briand 7 Poincaré 2                                        | 16 janvier 1921                | 29 mars 1924                   |
| Présidence de Gaston Doumergue                |                                                                   |                                               |                                                                                               |                                                            |                                |                                |
| Laurent Eynac                                 |                                                                   |                                               | Sous-secrétaire d’État à l’Aéronautique et aux Transports aériens                             | Herriot 1 Painlevé 2 et 3 Briand 8, 9 et 10                | 14 juin 1924                   | 17 juillet 1926                |
| Barthélemy Robaglia                           |                                                                   |                                               | Sous-secrétaire d’État à l’Aéronautique et aux Transports aériens                             | Herriot 2                                                  | 19 juillet 1926                | 22 juillet 1926                |
| Laurent Eynac                                 |                                                                   |                                               | Ministre de l'Air                                                                             | Poincaré 4, 5 Briand 11 Tardieu 1 Chautemps 1 et Tardieu 2 | 14 septembre 1928              | 4 décembre 1930                |
| Paul Painlevé                                 |                                                                   |                                               | Ministre de l'Air                                                                             | Steeg                                                      | 13 décembre 1930               | 22 janvier 1931                |
| Jacques-Louis Dumesnil                        |                                                                   |                                               | Ministre de l'Air et 1 Sous-Secrétaire d'Etat (Étienne Riché)                                 | Laval 1                                                    | 27 janvier 1931                | 13 juin 1931                   |
| Présidence de Paul Doumer                     |                                                                   |                                               |                                                                                               |                                                            |                                |                                |
| Jacques-Louis Dumesnil                        |                                                                   |                                               | Ministre de l'Air et 1 Sous-Secrétaire d'Etat (Étienne Riché)                                 | Laval 2 et 3                                               | 13 juin 1931                   | 16 février 1932                |
| Rattaché au Ministère de la Défense Nationale | Rattaché au Ministère de la Défense Nationale                     | Rattaché au Ministère de la Défense Nationale | Rattaché au Ministère de la Défense Nationale                                                 | Tardieu 3                                                  | 20 février 1932                | 3 juin 1932                    |
| Présidence d'Albert Lebrun                    |                                                                   |                                               |                                                                                               |                                                            |                                |                                |
| Paul Painlevé                                 |                                                                   |                                               | Ministre de l'Air et 1 Sous-Secrétaire d'Etat (Paul Bernier)                                  | Herriot 3 Paul-Boncour                                     | 3 juin 1932                    | 28 janvier 1933                |
| Pierre Cot                                    |                                                                   |                                               | Ministre de l'Air                                                                             | Daladier 1                                                 | 31 janvier 1933                | 24 octobre 1933                |
| Pierre Cot                                    | Ministre de l'Air et 1 Sous-Secrétaire d'Etat (Charles Delesalle) | Sarraut 1 Chautemps 2                         | 26 octobre 1933                                                                               | 27 janvier 1934                                            |                                |                                |
| Pierre Cot                                    | Ministre de l'Air                                                 | Daladier 2                                    | 30 janvier 1934                                                                               | 7 février 1934                                             |                                |                                |
| Victor Denain                                 |                                                                   |                                               | Ministre de l'Air                                                                             | Doumergue 2 Flandin 1 Bouisson Laval 4                     | 9 février 1934                 | 22 janvier 1936                |
| Marcel Déat                                   |                                                                   |                                               | Ministre de l'Air                                                                             | Sarraut 2                                                  | 24 janvier 1936                | 4 juin 1936                    |
| Pierre Cot                                    |                                                                   |                                               | Ministre de l'Air                                                                             | Blum 1                                                     | 4 juin 1936                    | 21 juin 1937                   |
| Pierre Cot                                    | Ministre de l'Air et 1 Sous-Secrétaire d'Etat (Henry Andraud)     | Chautemps 3                                   | 29 juin 1937                                                                                  | 14 janvier 1938                                            |                                |                                |
| Guy La Chambre                                |                                                                   |                                               | Ministre de l'Air                                                                             | Chautemps 4 Blum 2 Daladier 3 Daladier 4 et 5              | 18 janvier 1938                | 20 mars 1940                   |
| Laurent Eynac                                 |                                                                   |                                               | Ministre de l'Air                                                                             | Reynaud                                                    | 21 mars 1940                   | 16 juin 1940                   |
| Bertrand Pujo                                 |                                                                   |                                               | Ministre de l'Air                                                                             | Pétain                                                     | 16 juin 1940                   | 10 juillet 1940                |

## État français(régime de Vichy)
| Ministre                | Ministre        | Ministre        | Intitulé                       | Gouvernement             | Début            | Fin              |
| Philippe Pétain         | Philippe Pétain | Philippe Pétain | Philippe Pétain                | Philippe Pétain          | Philippe Pétain  | Philippe Pétain  |
| ----------------------- | --------------- | --------------- | ------------------------------ | ------------------------ | ---------------- | ---------------- |
| Bertrand Pujo           |                 |                 | Secrétaire d’État à l’Aviation | Laval 5                  | 16 juillet 1940  | 6 septembre 1940 |
| Jean Bergeret           |                 |                 | Secrétaire d’État à l’Aviation | Laval 5 Flandin 2 Darlan | 6 septembre 1940 | 18 avril 1942    |
| Jean-François Jannekeyn |                 |                 | Ministre de l'Air              | Laval 6                  | 18 avril 1942    | 20 août 1944     |

## Comité français de libération nationale
| Ministre          | Ministre          | Ministre          | Intitulé                           | Gouvernement      | Début             | Fin               |
| Charles de Gaulle | Charles de Gaulle | Charles de Gaulle | Charles de Gaulle                  | Charles de Gaulle | Charles de Gaulle | Charles de Gaulle |
| ----------------- | ----------------- | ----------------- | ---------------------------------- | ----------------- | ----------------- | ----------------- |
| Martial Valin     |                   |                   | Commissaire aux Forces aériennes   | CFLN              | 24 septembre 1941 | 7 juin 1943       |
| André Le Troquer  |                   |                   | Commissaire à la Guerre et à l'Air | CFLN              | 9 novembre 1943   | 4 avril 1944      |
| Fernand Grenier   |                   |                   | Commissaire à l'Air                | CFLN              | 4 avril 1944      | 3 juin 1944       |

## Gouvernement provisoire de la République française
| Ministre                                      | Ministre                                      | Ministre                                      | Intitulé                                      | Gouvernement                       | Début             | Fin              |
| --------------------------------------------- | --------------------------------------------- | --------------------------------------------- | --------------------------------------------- | ---------------------------------- | ----------------- | ---------------- |
| Fernand Grenier                               |                                               |                                               | Commissaire à l'Air                           | CFLN                               | 3 juin 1944       | 9 septembre 1944 |
| Charles Tillon                                |                                               |                                               | Ministre de l'Air                             | De Gaulle 1                        | 10 septembre 1944 | 2 novembre 1945  |
| Rattaché au Ministère de la Défense Nationale | Rattaché au Ministère de la Défense Nationale | Rattaché au Ministère de la Défense Nationale | Rattaché au Ministère de la Défense Nationale | De Gaulle 2 Gouin Bidault 1 Blum 3 | 21 novembre 1945  | 16 janvier 1947  |

## IVeRépublique
| Ministre                 | Ministre       | Ministre       | Intitulé                                       | Gouvernement                                  | Début             | Fin               |
| Vincent Auriol           | Vincent Auriol | Vincent Auriol | Vincent Auriol                                 | Vincent Auriol                                | Vincent Auriol    | Vincent Auriol    |
| ------------------------ | -------------- | -------------- | ---------------------------------------------- | --------------------------------------------- | ----------------- | ----------------- |
| André Maroselli          |                |                | Ministre de l'Air                              | Ramadier 1                                    | 22 janvier 1947   | 21 octobre 1947   |
| André Maroselli          |                |                | Secrétaire d'État aux Forces armées (Air)      | Ramadier 2 Schuman 1                          | 30 octobre 1947   | 26 juillet 1948   |
| Maurice Bourgès-Maunoury |                |                | Secrétaire d'État aux Forces armées            | Marie Schuman 2                               | 26 juillet 1948   | 11 septembre 1948 |
| Jean Moreau              |                |                | Secrétaire d'État aux Forces armées            | Queuille 1                                    | 11 septembre 1948 | 5 octobre 1949    |
| André Maroselli          |                |                | Secrétaire d'État aux Forces armées (Air)      | Bidault 2 et 3 Queuille 2 Pleven 1 Queuille 3 | 29 octobre 1949   | 11 août 1951      |
| Pierre Montel            |                |                | Secrétaire d'État à l'Air                      | Pleven 2 Faure 1 Pinay Mayer                  | 11 août 1951      | 21 mai 1953       |
| Louis Christiaens        |                |                | Secrétaire d'État aux Forces armées et à l'Air | Laniel 1                                      | 28 juin 1953      | 16 janvier 1954   |
| René Coty                |                |                |                                                |                                               |                   |                   |
| Louis Christiaens        |                |                | Secrétaire d'État aux Forces armées et à l'Air | Laniel 2                                      | 16 janvier 1954   | 12 juin 1954      |
| Diomède Catroux          |                |                | Secrétaire d'État à l'Air                      | Mendès France                                 | 18 juin 1954      | 20 janvier 1955   |
| Henri Fouques-Duparc     |                |                | Secrétaire d'État à l'Aviation civile          | Mendès France                                 | 20 janvier 1955   | 5 février 1955    |
| Henri Laforest           |                |                | Secrétaire d'État aux Forces armées (Air)      | Faure 2 Mollet Bourgès-Maunoury               | 23 février 1955   | 30 septembre 1957 |
| Louis Christiaens        |                |                | Secrétaire d'État aux Forces armées (Air)      | Gaillard                                      | 11 novembre 1957  | 5 avril 1958      |
| ?                        |                |                | Secrétaire d'État aux Forces armées            | Pflimlin De Gaulle 3                          | 13 mai 1958       | 8 janvier 1959    |